# Kirstie Alora
Kirstie Elaine Alora (29 novembre 1989) è una taekwondoka filippina.
In carriera vanta due medaglie di bronzo nella categoria 73 kg, conquistate rispettivamente a Guangzhou 2010 e ad Incheon 2014.

## Palmarès
- Giochi asiatici

 Bronzo nella categoria 73 kg a Guangzhou 2010
 Bronzo nella categoria 73 kg a Incheon 2014